# Грифон (Алиса в Стране чудес)
Грифон (англ. Gryphon) — персонаж книги Льюиса Кэрролла «Алиса в Стране чудес». Он выглядит соответственно общепринятому представлению о грифонах — голова, когти и крылья орла и тело льва.

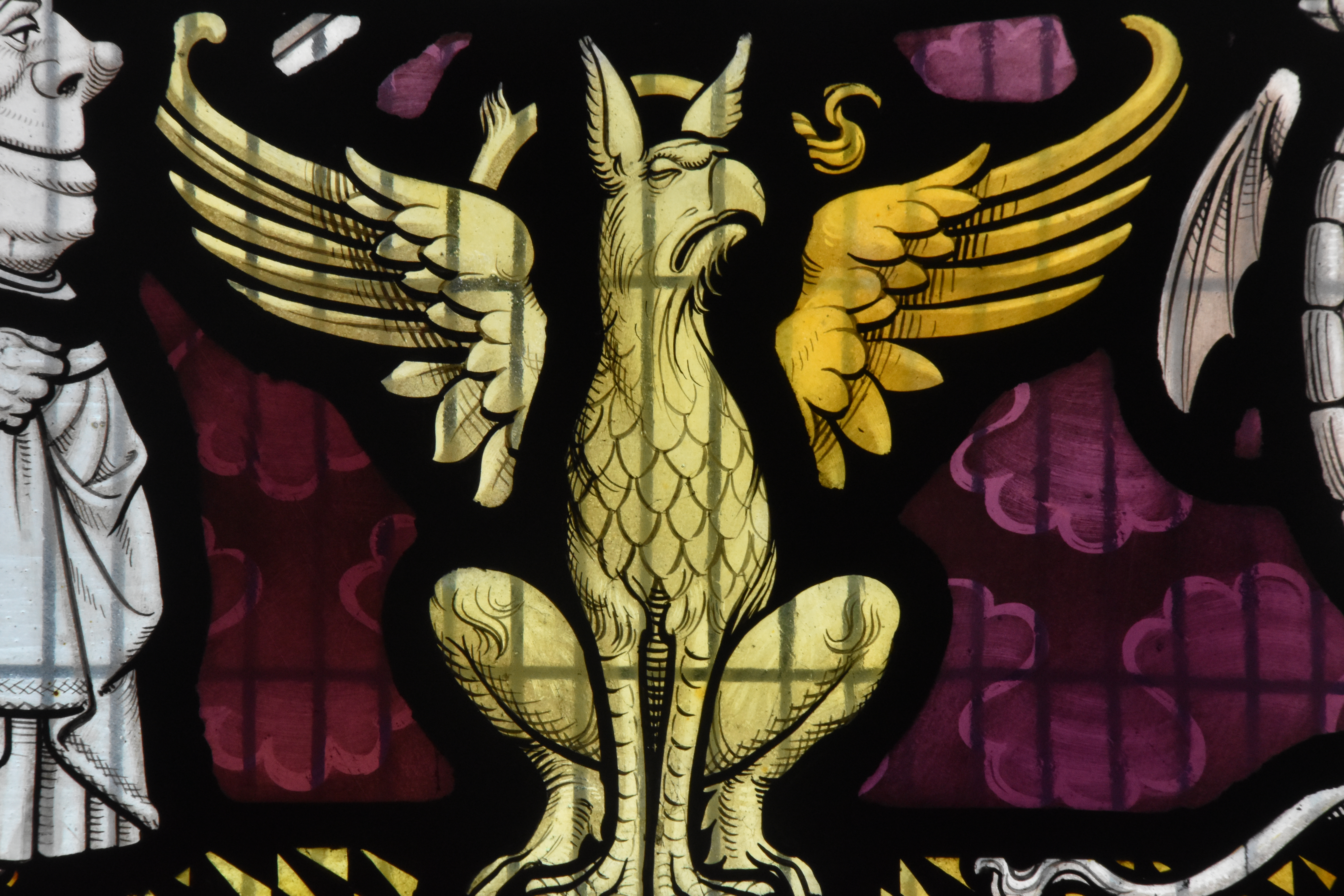
Грифон. Фрагмент витража «Алиса в Стране чудес» в Церкви Всех Святых, Дарсбери, Чешир

## Описание
Грифон — властное существо, постоянно возмущающееся прихотям и странностям характеров других персонажей книги, таких как, например, агрессивность и желание рубить голову Червонной Королевы (чего, по мнению Грифона, никогда не происходит) или плаксивость Черепахи Квази. Он говорит с акцентом кокни и любит отдавать всем приказы, особенно Черепахе Квази, который как правило безропотно их исполняет. Часто кашляет и издает звуки, которые Льюис Кэрролл описал так: «Hjckrrh!»

## В книге
Грифон появляется в середине 9 главы «Повесть Черепахи Квази» в которой Червонная Королева приказывает ему отвести Алису к Черепахе Квази, чтобы тот рассказал ей свою историю. В следующей главе «Морская кадриль» Грифон остаётся в компании Алисы и Черепахи Квази, в то время как последний рассказывает свою историю и несколько стихов. Черепаха и Грифон объясняют Алисе некоторые особенности жизни в Волшебной стране, воспринимаемые Алисой, как нонсенс.
В конце 10 главы Грифон просит Квази спеть песню «Еда вечерняя», и когда Квази заканчивает петь, Грифон просит повторить припев. Вдруг вдалеке слышится крик «Суд идёт!», и Грифон настойчиво требует у Алисы бежать вместе с ним туда, не объясняя причины. В 11 главе «Кто украл крендели?», Грифон упоминается всего один раз. Когда Алиса спрашивает у него, что пишут присяжные, он отвечает, что они записывают свои имена, так как боятся забыть их к окончанию процесса.

## На иллюстрациях Джона Тенниела
Грифон на иллюстрациях Джона Тенниела выполнен относительно реалистично, он выглядит немного неуклюжим и задумчивым, но от него веет спокойствием. Тенниелом не пропущена ни одна отличительная черта: присутствуют и сильное тело льва и голова орла, распахнуты красивые орлиные крылья. На двух иллюстрациях компанию Грифону составляют Алиса и Черепаха Квази. На одной из других иллюстраций Грифон изображён дремлющим, но, и свернувшись уютным клубком, он демонстрирует длинные когти на выставленной птичьей лапе. По предположению Т. Н. Адамецкой и Л. Е. Сташевской, Тенниел специально выбирал такие моменты, которые позволили раскрыть характер Грифона через столкновения и противоречия созданного художником образа с устойчивыми стереотипами восприятия.